# North Station (métro de Boston)
North Station est une station de métro majeure du réseau des chemins de fer de Boston. Localisée entre les rues Causeway et Nashua à Boston, Massachusetts. Elle est en relation avec la gare North Station qui est l'un des deux terminaux pour les trains Amtrak et du MBTA Commuter Rail, l'autre étant South Station. Les principaux halls de North Station se situent au niveau de la rue, juste en dessous de l'enceinte de basket-ball des Celtics et celle de hockey sur glace des Bruins : le TD Garden.